# Chanh không hạt
Chanh không hạt hay chanh tứ quý (danh pháp hai phần: Citrus latifolia) là cây ăn quả thuộc chi Cam chanh.